# سو كاتاوكا
سو كاتاوكا (باليابانية: 片岡爽) هو لاعب كرة قدم ياباني في مركز الوسط، ولد في 20 أبريل 1992 في هيوغو في اليابان. لعب مع Fujieda MYFC ‏.

## وصلات خارجية
- سو كاتاوكا على موقع رابطة كرة القدم اليابانية للمحترفين (اليابانية)
- سو كاتاوكا على موقع قاعدة بيانات كرة القدم.إي يو (الإنجليزية)
- سو كاتاوكا على موقع Soccerway.com (الإنجليزية)
- سو كاتاوكا على موقع عالم كرة القدم.نت (الإنجليزية)